# Scinax quinquefasciatus
Scinax quinquefasciatus là một loài ếch trong họ Nhái bén.
Nó được tìm thấy ở Colombia và Ecuador.
Các môi trường sống tự nhiên của chúng là các khu rừng khô nhiệt đới hoặc cận nhiệt đới, rừng ẩm vùng đất thấp nhiệt đới hoặc cận nhiệt đới, vùng đất ẩm có cây bụi nhiệt đới hoặc cận nhiệt đới, đầm nước ngọt có nước theo mùa, các đồn điền, vườn nông thôn, các vùng đô thị, các khu rừng trước đây bị suy thoái nặng nề, ao, và kênh đào và mương rãnh.